# Fête de la Cuisine (Sint Maarten)
Het Fête de la Cuisine is een jaarlijks gastronomie-evenement op het Nederlandse deel van Sint Maarten dat wordt gehouden sinds 2007.
Het evenement werd opgericht door Henri Brookson die verschillende chef-koks met een Michelinster naar Sint Maarten uitnodigde. Het kent een programma met allerlei culinaire activiteiten, zoals verschillende diners en een aantal proeverijen, zoals van amuses, cocktails, champagne en kaassoorten. Er wordt uitleg bij gegeven over hoe deze gemaakt worden.
Het evenement inspireerde Paul Nolet om een gelijknamige Surinaamse versie te organiseren, die sinds 2013 in Paramaribo wordt gehouden.
In 2017, na de verwoestingen door de orkaan Irma, werd een Fête de la Cuisine in Nederland gehouden door koks die eerder aan het evenement op Sint Maarten hadden deelgenomen. Hieraan namen dertig Michelinkoks deel die hun opbrengst, van 300 euro per gast, schonken aan het Rode Kruis.